# Bordes-de-Rivière
Bordes-de-Rivière (okzitanisch Bòrdas d’Arribèra) ist eine französische Gemeinde mit 460 Einwohnern (Stand 1. Januar 2022) im Département Haute-Garonne in der Region Okzitanien (vor 2016 Midi-Pyrénées); sie gehört zum Arrondissement Saint-Gaudens und zum Kanton Saint-Gaudens. Die Einwohner werden Bordiens genannt.

## Geografie
Die Gemeinde Bordes-de-Rivière liegt in der historischen Provinz Comminges an der Garonne, acht Kilometer westlich von Saint-Gaudens. Umgeben wird Bordes-de-Rivière von den Nachbargemeinden Le Cuing im Norden, Saux-et-Pomarède im Nordosten, Villeneuve-de-Rivière im Osten, Labarthe-Rivière im Südosten, Pointis-de-Rivière im Süden sowie Clarac im Südwesten und Westen.

## Bevölkerungsentwicklung
| Jahr                       | 1962 | 1968 | 1975 | 1982 | 1990 | 1999 | 2006 | 2014 | 2020 |
| Einwohner                  | 311  | 309  | 312  | 339  | 388  | 359  | 419  | 491  | 470  |
| Quellen: Cassini und INSEE |      |      |      |      |      |      |      |      |      |

## Sehenswürdigkeiten

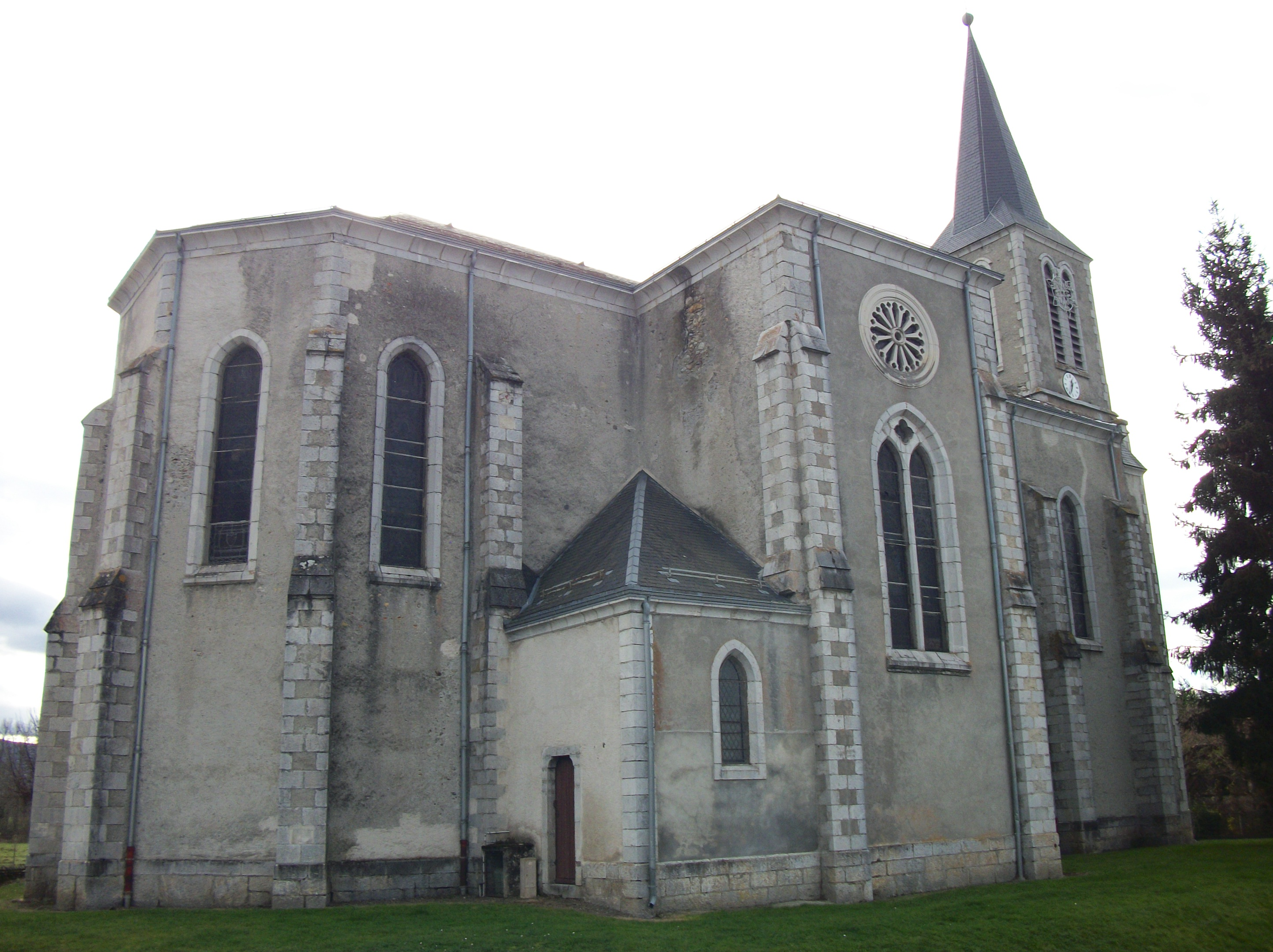
Kirche Saint-Martin
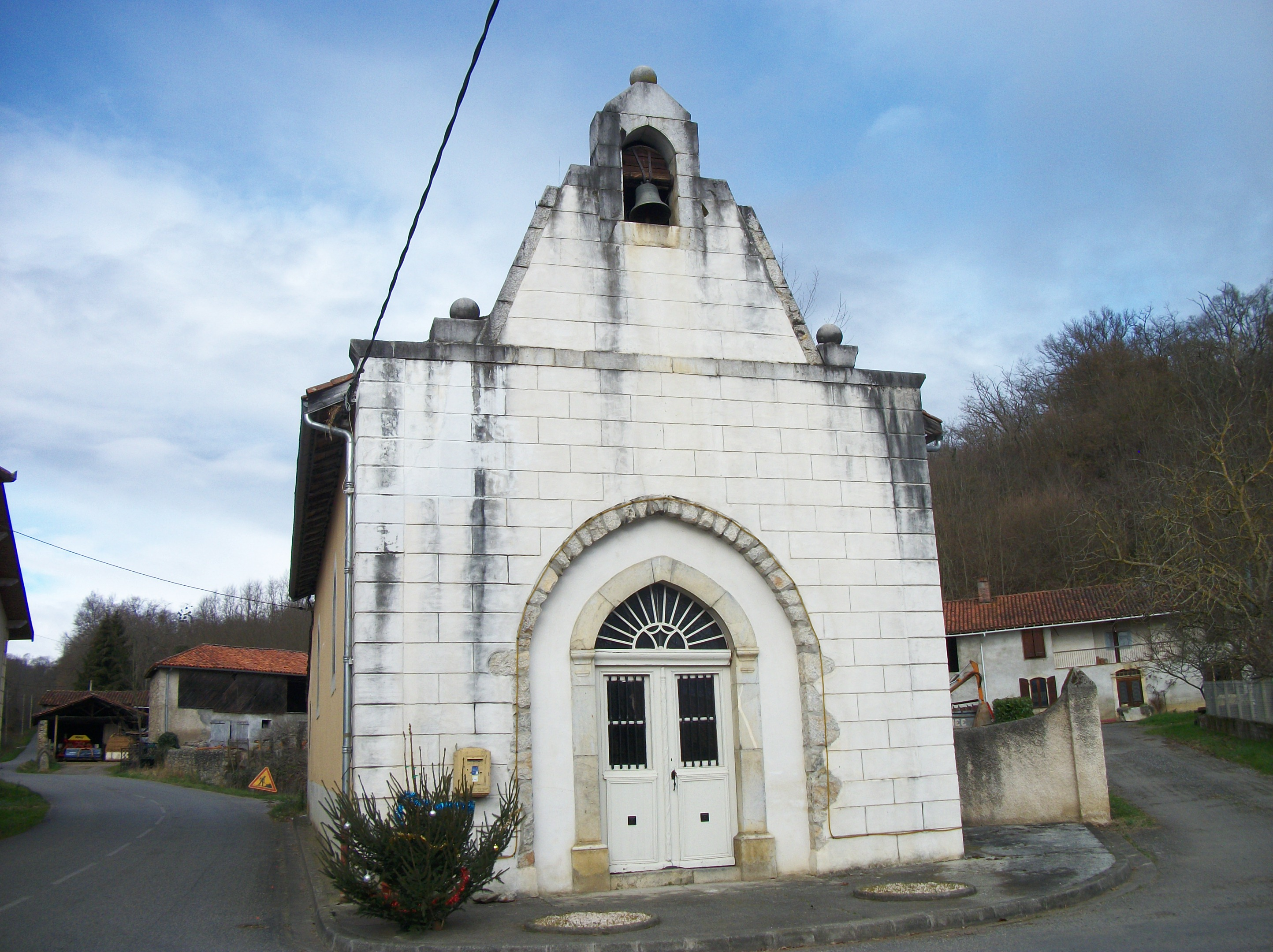
Kapelle im Ortsteil Les Bourdalats
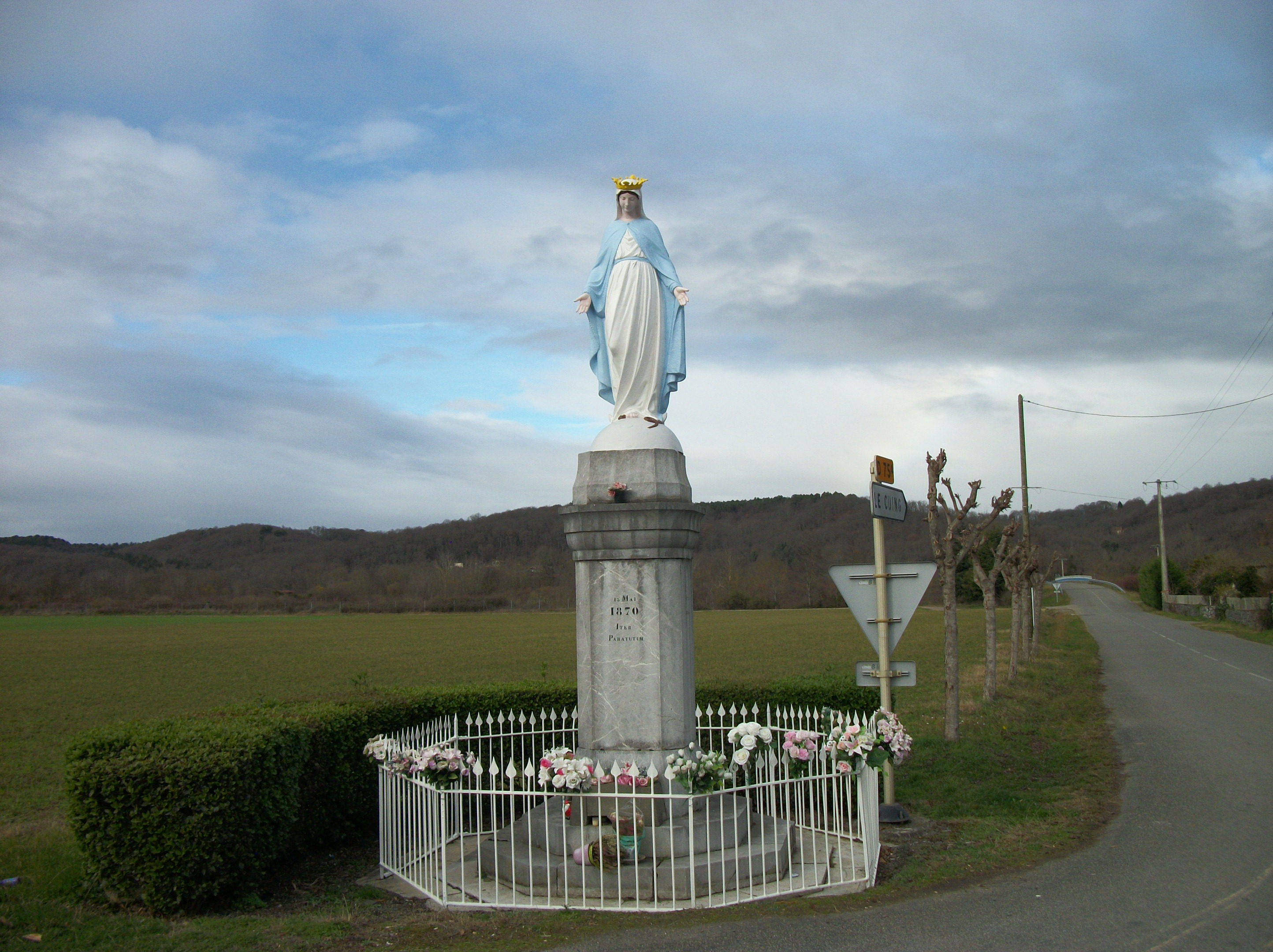
Marienstatue
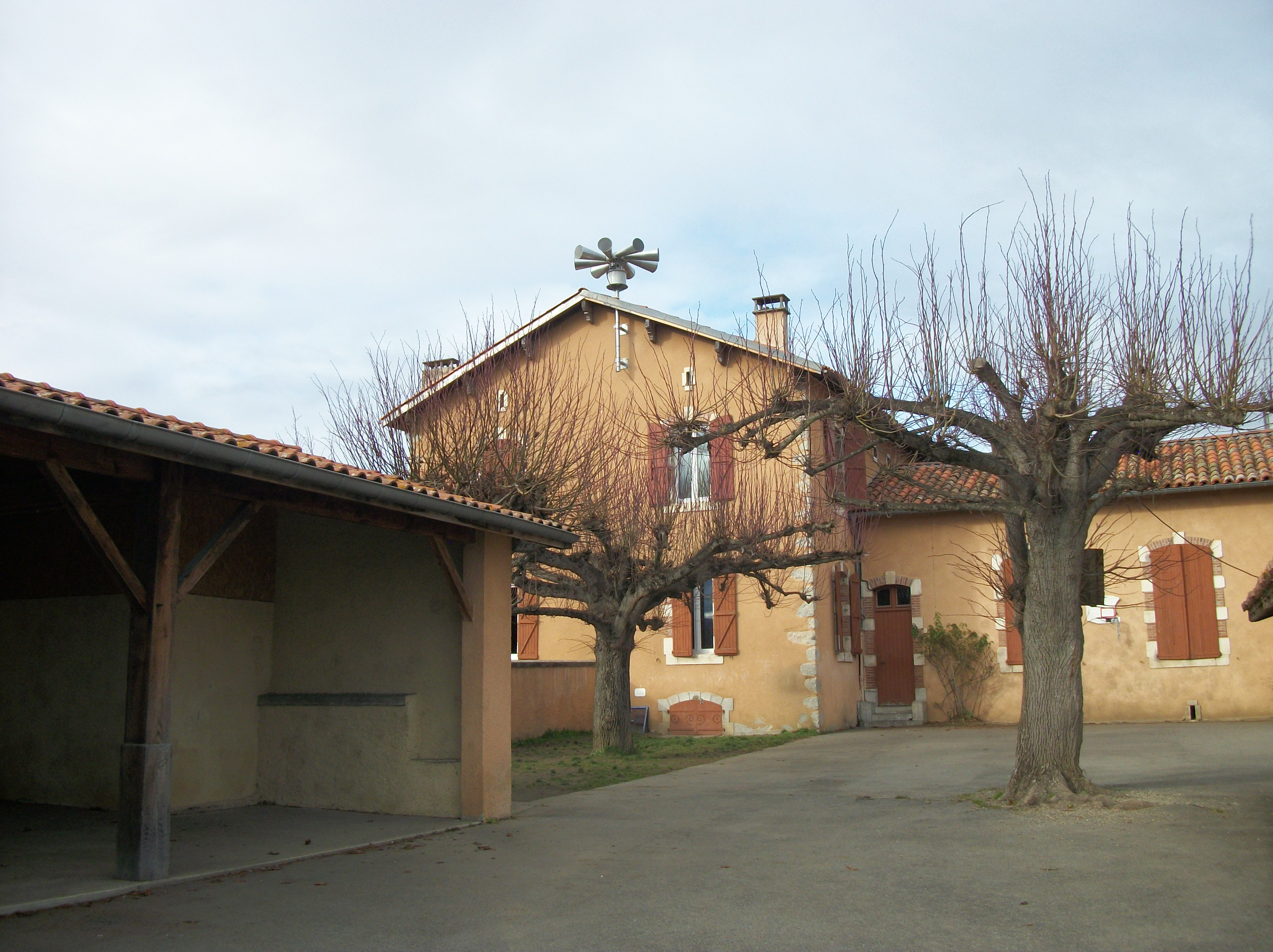
Grundschule

- Kirche Saint-Martin
- Kapelle im Ortsteil Les Bourdalats
- Marienstatue
- Grundschule